# Sahel SC
Der Sahel Sporting Club, kurz Sahel SC oder SSC, ist ein Fußballverein aus Niamey in Niger. Der Verein gewann bisher 13 nigrische Meistertitel und ist damit Rekordmeister.

## Geschichte
Der nigrische Fußball war von 1965 bis zum Ende der Ersten Republik 1974 nicht in Vereinen, sondern in Sektoren (Secteurs) des Fußballverbands Fédération Nigérienne de Football organisiert. Die Sektoren orientierten sich an einzelnen Stadtvierteln. Nach der Machtübernahme des Obersten Militärrats wurden die Sektoren bald in Vereine umgewandelt. Der Sahel SC ging dabei aus dem Sektor 7 (Secteur 7) hervor. Die städtischen Behörden von Niamey erteilten dem Verein im Februar 1975 eine provisorische Genehmigung zur Ausübung seiner Tätigkeit. Der Verein Olympic FC de Niamey, der Stadtrivale des Sahel SC, entstand zur selben Zeit aus dem Sektor 6 (Secteur 6).
Zu Beginn hatte der Verein fünf Altersklassen – Pupille, Minime, Cadet, Junior und Senior – sowie sieben ständige Trainer. Durch einen Erlass vom 25. Februar 1988 wurde die Zulassung des Vereins, die bis dahin provisorischen Charakter hatte, institutionalisiert. In der Ligue 1, der höchsten Spielklasse der Fédération Nigérienne de Football, wurde der Sahel SC Rekordmeister. Am erfolgreichsten war der Verein dabei in den 1990er Jahren mit fünf Meistertiteln. Die Struktur der Altersklassen wurde 2002 verändert: Pupille, Minime und Cadet wurden zu Cadet zusammengefasst und Junior in Espoir umbenannt.

## Erfolge
- Nigrischer Meister (Championnat du Niger): 1973 (noch als Sektor 7), 1974, 1986, 1987, 1990, 1991, 1992, 1994, 1996, 2003, 2004, 2006/07, 2009
- Nigrischer Pokalsieger (Coupe Nationale du Niger): 1974, 1978, 1986, 1992, 1993, 1996, 2004, 2006, 2011, 2012, 2014, 2017
- Nigrischer Supercup (Super Coupe du Niger): 2005/06, 2006/07, 2012, 2014, 2017

## Stadion

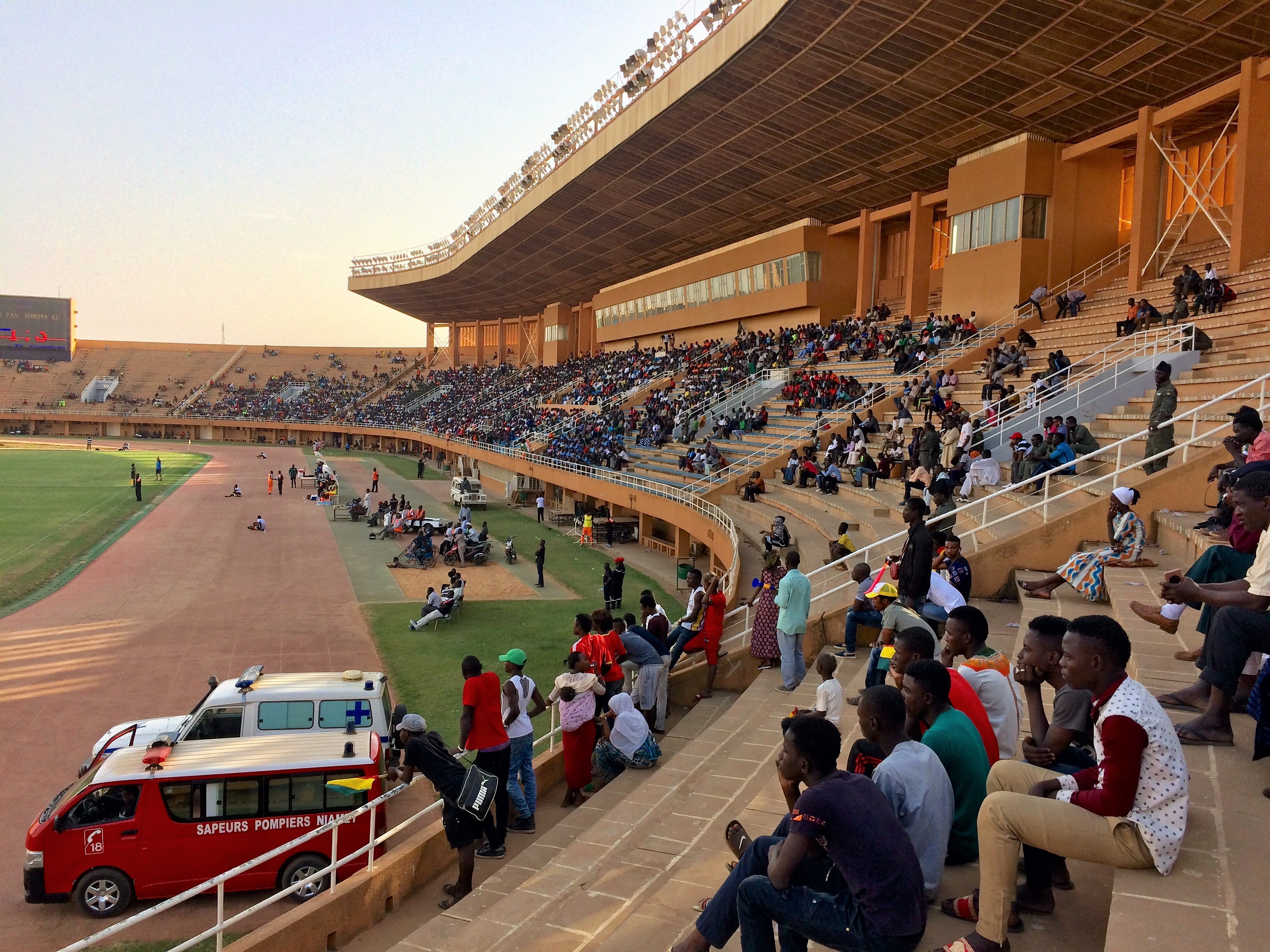
General-Seyni-Kountché-Stadion

Der Verein trägt seine Heimspiele im 1989 erbauten General-Seyni-Kountché-Stadion (französisch Stade Général Seyni Kountché) in Niamey aus. Das Stadion hat ein Fassungsvermögen von 35.000 Personen. Eigentümer der Sportstätte ist die Republik Niger.

## Statistik in den CAF-Wettbewerben
| Jahr | Wettbewerb                     | Runde       |
| ---- | ------------------------------ | ----------- |
| 2004 | CAF Champions League           | Erste Runde |
| 2008 | CAF Champions League           | Erste Runde |
| 2010 | CAF Champions League           | Vorrunde    |
| 1991 | African Cup of Champions Clubs | 1. Runde    |
| 1992 | African Cup of Champions Clubs | 1. Runde    |
| 1993 | African Cup of Champions Clubs | 1. Runde    |
| 2006 | CAF Confederation Cup          | Vorrunde    |
| 2007 | CAF Confederation Cup          | Vorrunde    |
| 2011 | CAF Confederation Cup          | Erste Runde |
| 2012 | CAF Confederation Cup          | Vorrunde    |
| 1975 | African Cup Winners’ Cup       | Erste Runde |
| 1994 | African Cup Winners’ Cup       | Erste Runde |
| 1997 | African Cup Winners’ Cup       | Vorrunde    |

## Bekannte Spieler
- Ismaël Alassane
- Moussa Alzouma
- Mohamed Chicoto
- Koffi Dan Kowa
- Kassaly Daouda
- Karim Konaté
- Idrissa Laouali
- Abdoulaye Boukari Ousmane
- Rabo Saminou